# Halloween Killer
Halloween Killer (Satan's Little Helper) è un film horror televisivo a basso costo del 2004 diretto da Jeff Lieberman e segna il suo ritorno alla regia di un lungometraggio dopo Videokiller del 1988.

## Trama
Douglas è un giovane ragazzo di 9 anni fissato con i videogame, in uno di questi - chiamato Satan's Little Helper - bisogna aiutare il Diavolo ad uccidere vittime indifese così da accumulare punti e battere il record; durante le vacanze autunnali, sua sorella Jenna - di cui è innamorato - torna a casa insieme al compagno di stanza e nuovo fidanzato Alex. In strada, Douglas incontra un assassino vestito con un costume da quattro soldi di Satana e scambiandolo per il personaggio del suo videogioco gli chiede di mandare all'inferno il compagno della sorella finendo per dare il via ad un'escalation di violenza e sangue che ingenuamente non riesce a percepire come reale, almeno finché questo non si ripercuote proprio sulla sua famiglia. Il killer inizia così a cambiare continuamente costume e a sfruttare il morente Alex per raggirare i mal capitati e attirandoli in trappola finché non abbandonerà l'abitazione segnando con lo spray un ennesimo 6 sul loro numero civico finendo per formare la sigla numerica 666. Prima dei titoli di coda, si vedono Douglas e sua sorella Jenna nascosti e in totale silenzio, quando lei gli chiede perché non parli lui le risponde che è l'unico modo per non attirare nuovamente Satana li con loro, alludendo all'inizio pellicola quando chiese aiuto al Killer.

## Accoglienza

### Critica
Variety ha definito il film come «follemente non regolare» elogiando le parti comico-satiriche ma criticando il fatto che narrativamente «si regge troppo sulle spalle paffute di un bambino di 9 anni», tuttavia aggiunge che per gli appassionati del genere ci sarà una buona dose di contenuti «allegramente sbilanciati».
Il sito web JoBlo.com ha dato al film una valutazione di 8/10, scrivendo «se ti piace l'horror con una buona dose della più nera delle commedie nere, allora Satan's Little Helper sarà una vera delizia! Il film è un ottimo esempio di horror a basso budget fatto bene. I personaggi sono effettivamente sviluppati, le battute sono eseguite abilmente e gli spaventi sono forniti con stile».
Dread Central ha definito il film «Irriverente, sovversivo e deliziosamente caustico [...] un risultato unico e audace», descrivendolo come «un commento satirico sull'influenza dei videogiochi e della televisione, la minima distinzione tra fantasia e realtà per un bambino in preda al potere di Halloween, il tutto in un film pieno di sangue, budella e umorismo nero».
Mentre la rivista Rolling Stone ha inserito la pellicola al 6° posto dei 13 film horror terrificanti che non puoi non vedere.
Sentieri Selvaggi ha criticato positivamente il film affermando che «la pellicola risente dell'indubbia influenza dello spirito irriverente di John Waters, collaboratore e amico di Lieberman, che si riflette in particolar modo nella scelta di un serial killer con indosso una maschera satanica quasi caricaturale, che stempera parzialmente la violenza del film donandogli venature più leggere, senza però oscurare il tono anarcoide e politicamente scorretto che traspare dalla visione».

### Riconoscimenti
Ravenna Nightmare Film Fest
- 2005 – Anello d’oro per il miglior lungometraggio[6][7]